# Brand Weizen
Brand Weizen is een Nederlands weizenbier van hoge gisting.
Het bier wordt gebrouwen in Wijlre, bij brouwerij Brand. Het is een bleekgeel tot blond bier met een alcoholpercentage van 5,1%. Op 15 oktober 2010 werd Brand Weizen geïntroduceerd op het Oktoberfeest van Sittard, nadat het eerste vaatje per stoomtrein van de ZLSM vanuit Wijlre naar Sittard werd gebracht. Het bier is ook alcoholvrij verkrijgbaar.

## Onderscheidingen
- In 2011 kreeg Brand Weizen twee sterren op de Superior Taste Awards.[1]

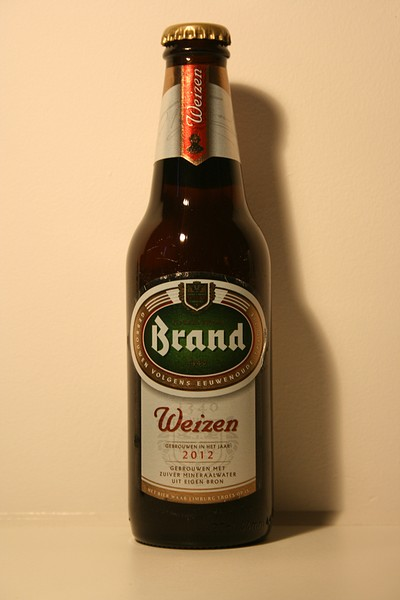
Brand Weizen in oude fles (tot 2014)